# One Piece Film: Red
One Piece Film: Red (ワンピース フィルム レッド) é um filme de animé japonês dos géneros ação, aventura, fantasia e musical, realizado por Gorō Taniguchi, escrito por Tsutomu Kuroiwa e produzido pelo estúdio Toei Animation. É o décimo quinto filme da franquia One Piece, baseado na série de mangá de mesmo nome do mangaká Eiichiro Oda.
O filme foi anunciado a 21 de novembro de 2021, em comemoração ao milésimo episódio da série de animé. O filme estreou-se mundialmente na arena Nippon Budokan, em Tóquio, a 22 de julho de 2022, em comemoração ao décimo quinto aniversário do mangá, e nos cinemas japoneses foi exibido a 6 de agosto de 2022. Nos países lusófonos, o filme foi exibido no Brasil pela Diamond Films a 2 de novembro de 2022, e em Portugal a 3 de novembro do mesmo ano, pela NOS Audiovisuais.
Na bilheteira japonesa, o filme arrecadou mais de dezoito mil milhões de ienes, tornando-se o filme com maior receita da franquia, incluindo da Toei Animation, também foi o mais visto do Japão em 2022, o sexto filme de animé mais visto e o nono filme com mais bilheteira de todos os tempos no Japão. Mundialmente, o filme arrecadou mais de duzentos milhões de dólares, tornando-se o quinto filme japonês mais visto de todos os tempos.

## Elenco
| Personagem        | Japão            | Brasil           |
| ----------------- | ---------------- | ---------------- |
| Monkey D. Luffy   | Mayumi Tanaka    | Carol Valença    |
| Shanks            | Shūichi Ikeda    | Silvio Giraldi   |
| Uta               | Kaori Nazuka     | Bianca Alencar   |
| Roronoa Zoro      | Kazuya Nakai     | Glauco Marques   |
| Nami              | Akemi Okamura    | Tati Keplmair    |
| Usopp             | Kappei Yamaguchi | Adrian Tatini    |
| Sanji             | Hiroaki Hirata   | Wendel Bezerra   |
| Tony Tony Chopper | Ikue Ōtani       | Agatha Paulita   |
| Nico Robin        | Yuriko Yamaguchi | Samira Fernandes |
| Franky            | Kazuki Yao       | Duda Ribeiro     |
| Brook             | Chō              | Guilherme Briggs |
| Jimbei            | Katsuhisa Hōki   | Mauro Ramos      |
| Eboshi            | Yuki Yamada      | Rodolfo Novaes   |
| Gordon            | Kenjiro Tsuda    | Carlos Seidl     |
| Romy              | Chise Niitsu     | Melissa Bezerra  |

## Produção

### Desenvolvimento
Gorō Taniguchi realizou anteriormente o original video animation de 1998, One Piece: Taose! Kaizoku Ganzack! (ワンピース 倒せ! 海賊ギャンザック), que foi produzido pelo estúdio Production I.G, considerado a primeira adaptação animada do mangá One Piece. Oda disse que Taniguchi foi "a primeira pessoa a realizar a animação de Luffy". Após o primeiro anúncio do filme em novembro de 2021, Taniguchi disse que queria expressar uma obra nunca vista antes e que seria mostrada no filme.
De acordo com Shinji Shimizu, o produtor da série de animé da Toei Animation, o filme foi a obra onde Eiichiro Oda mais participou como produtor executivo, desenhador das personagens, e também como revisor da elaboração do argumento do filme. A animação do filme foi feita em 2D, e também com cenas adicionais em computação gráfica tridimensional.
O argumento do filme foi elaborado por Oda, Taniguchi, e Tsutomu Kuroiwa durante dois anos. Após o término, Oda elogiou o guião final.

### Música
A banda sonora foi composta por Yasutaka Nakata, e a música-tema "New Genesis" foi interpretada pela cantora Ado e produzida por Nakata. Ado também interpretou seis canções, com participação de Mrs. Green Apple, Vaundy, Fake Type., Hiroyuki Sawano, Yuta Orisaka, e Motohiro Hata. O álbum Uta's Songs: One Piece Film Red, foi lançado a 10 de agosto de 2022, e o álbum publicado pela Avex, foi lançado a 28 de outubro de 2022.

### Mercadologia
Ado interpretou sete canções com participações de Yasutaka Nakata, Mrs. Green Apple, Vaundy, Fake Type., Hiroyuki Sawano, Yuta Orisaka, e Motohiro Hata, onde a Toei Animation e Ado divulgaram os vídeos musicais no YouTube. Durante a estreia do filme no Japão, vários brindes, incluindo diferentes mangás e livros eletrónicos de Eiichiro Oda, foram impressos em milhões de cópias e sorteados. Os lançamentos dos episódios do animé foram suspensos por três semanas e os três episódios do filme foram transmitidos após o seu lançamento no Japão.

## Reconhecimentos
| Ano  | Prémio                                       | Categoria                                                   | Nomeações                                 | Resultado | Referência    |
| ---- | -------------------------------------------- | ----------------------------------------------------------- | ----------------------------------------- | --------- | ------------- |
| 2022 | 22.º MTV Video Music Awards Japan            | Canção do Ano                                               | "New Genesis"                             | Venceu    | [ 23 ]        |
| 2022 | 64.º Prémio Japonês da Indústria Fonográfica | Prémio de Excelência de Melhor Obra                         | "New Genesis"                             | Venceu    | [ 24 ]        |
| 2022 | Internet Buzzword Awards                     | Número Um da Lista                                          | Uta                                       | Venceu    | [ 25 ]        |
| 2023 | 77.º Prémios Cinematográficos Mainichi       | Melhor Filme de Animação / Prémio Noburō Ōfuji              | One Piece Film: Red                       | Indicado  | [ 26 ]        |
| 2023 | 7.º Crunchyroll Anime Awards                 | Melhor Filme                                                | One Piece Film: Red                       | Indicado  | [ 27 ] [ 28 ] |
| 2023 | 7.º Crunchyroll Anime Awards                 | Melhor Canção de Animé                                      | "New Genesis"                             | Indicado  | [ 27 ] [ 28 ] |
| 2023 | 46.º Prémios da Academia do Japão            | Prémio Especial (Prémio Presidencial de Serviços Eminentes) | One Piece Film: Red                       | Venceu    | [ 29 ]        |
| 2023 | 46.º Prémios da Academia do Japão            | Prémio de Popularidade (Melhor Filme)                       | One Piece Film: Red                       | Venceu    | [ 30 ]        |
| 2023 | 46.º Prémios da Academia do Japão            | Melhor Animação do Ano por Excelência                       | One Piece Film: Red                       | Venceu    | [ 31 ]        |
| 2023 | Prémios Elan d'or                            | Prémio Especial                                             | Comité de produção de One Piece Film: Red | Venceu    | [ 32 ]        |
| 2023 | Prémio do Festival de Animé de Tóquio        | Melhor Filme de Animação                                    | One Piece Film: Red                       | Venceu    | [ 33 ] [ 34 ] |
| 2023 | Prémio do Festival de Animé de Tóquio        | Melhor Realização                                           | Gorō Taniguchi                            | Venceu    | [ 33 ] [ 34 ] |
| 2023 | Prémio do Festival de Animé de Tóquio        | Melhor Banda Sonora                                         | Ado                                       | Venceu    | [ 33 ] [ 34 ] |
| 2023 | 18.º Prémio Shin Watanabe                    | Prémio Shin Watanabe                                        | Eiichiro Oda                              | Venceu    | [ 35 ]        |
| 2023 | Prémios da Association of Media in Digital   | Prémio de Excelência                                        | Uta                                       | Venceu    | [ 36 ]        |
| 2023 | 37.º Japan Gold Disc Award                   | Prémio Especial                                             | Ado                                       | Venceu    | [ 37 ]        |
| 2023 | 37.º Japan Gold Disc Award                   | Álbum de Animação do Ano                                    | Uta's Songs: One Piece Film Red           | Venceu    | [ 37 ]        |
| 2023 | 37.º Japan Gold Disc Award                   | Melhores Três Canções na Categoria de Descarregamento       | "New Genesis"                             | Venceu    | [ 37 ]        |
| 2023 | 37.º Japan Gold Disc Award                   | Melhores Cinco Canções na Categoria de Transmissão Contínua | "New Genesis" e "I'm Invincible"          | Venceu    | [ 37 ]        |